# Sieciechowice (powiat krakowski)
Sieciechowice – wieś w Polsce, położona w województwie małopolskim, w powiecie krakowskim, w północnej części gminy Iwanowice.
Przed rokiem 1998 miejscowość należała administracyjnie do województwa krakowskiego (do roku 1955 – w powiecie olkuskim, a następnie do roku 1975 – w powiecie miechowskim).
Wieś leży na Wyżynie Miechowskiej, w dolinie rzeki Dłubni, około 5 km od Iwanowic. Jej powstanie datuje się na ok. 1230 r. W tym okresie, biskup krakowski Iwo Odrowąż nadał miejscowość imbramowickim siostrom zakonnym.
15 sierpnia 1944 wieś spacyfikowali Niemcy. 30 osób wywieziono, a zabudowania sołtysa spalono.

## Części wsi
| SIMC    | Nazwa      | Rodzaj    |
| ------- | ---------- | --------- |
| 0320740 | Brzozówka  | część wsi |
| 0320756 | Cybina     | część wsi |
| 0320762 | Folwark    | część wsi |
| 0320779 | Kamieniec  | część wsi |
| 0320785 | Kozi Dół   | część wsi |
| 0320791 | Ulica      | część wsi |
| 0320800 | Zakościele | część wsi |

## Zabytki
Obiekt wpisany do rejestru zabytków nieruchomych województwa małopolskiego.
- Kościół parafialny pw. św. Andrzeja, dzwonnica, otoczenie;
- zespół dworski: dwór, park.

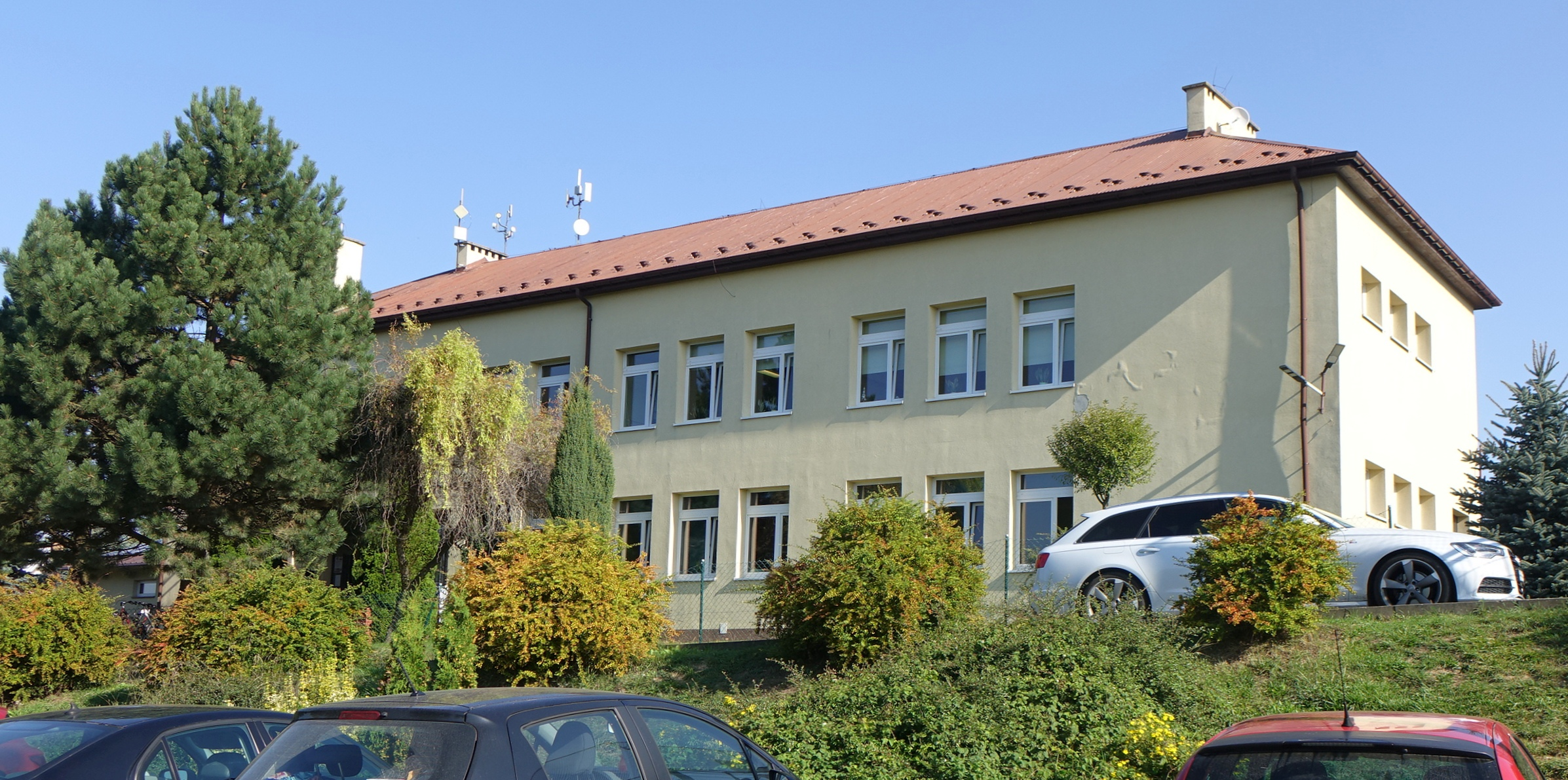
Szkoła podstawowa
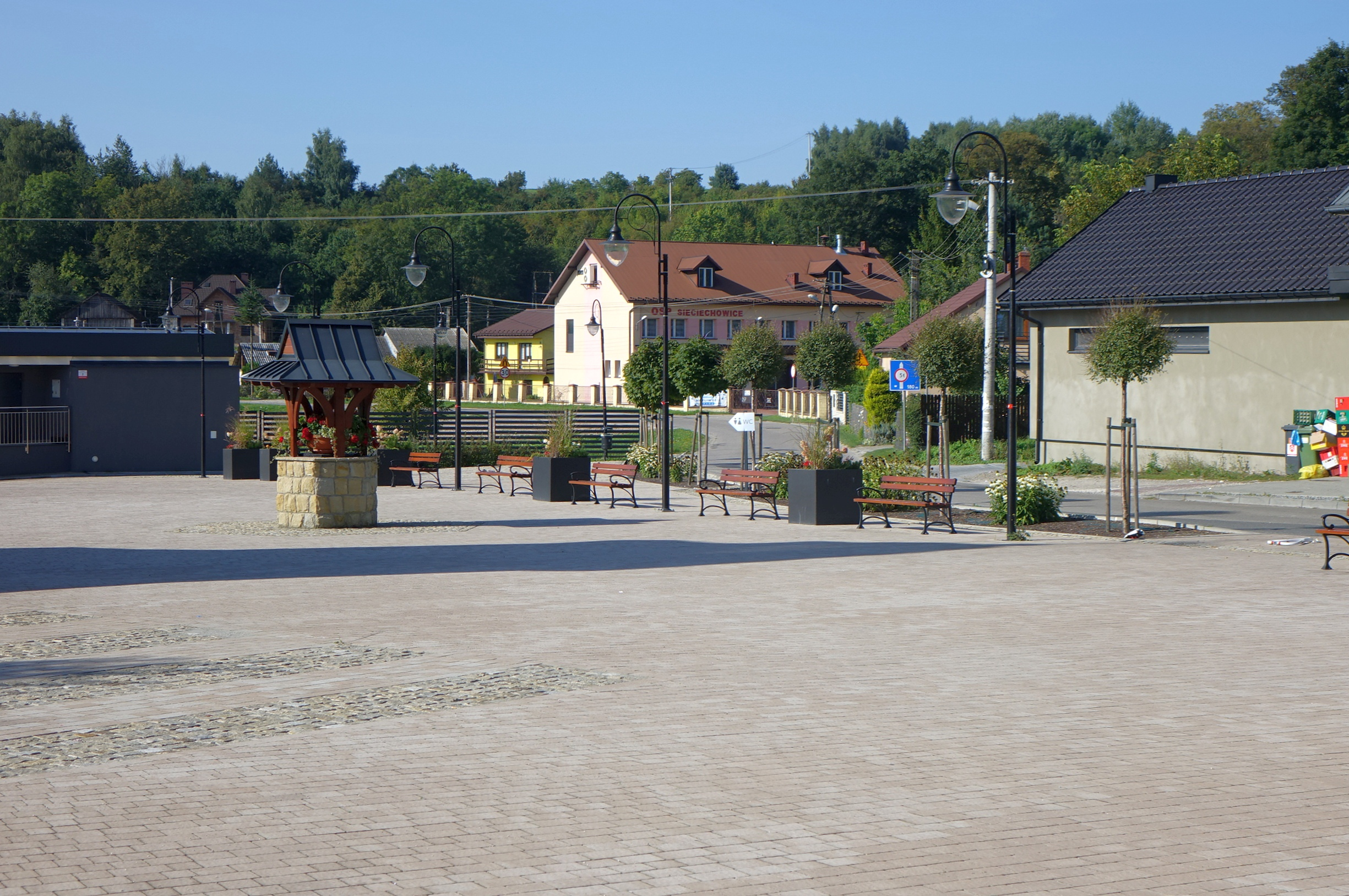
Rynek